# Francesc Fontbona de Vallescar
Francesc Fontbona de Vallescar (Barcelona, 20 de juliol del 1948) és un historiador de l'art, especialitzat en l'edat contemporània.

## Biografia
Doctor en Història Moderna per la Universitat de Barcelona (1987), on s'havia llicenciat el 1970. Treballà des de molt jove a l'Institut Amatller d'Art Hispànic, d'on acabà esdevenint-ne membre del Patronat, i president d'aquest (2011). Fou professor ajudant d'història de l'art a la Universitat de Barcelona entre 1971 i 1974, on feu de secretari de redacció de la revista "D'art". Del 1995 fins a la seva jubilació el 2013 ha estat director de la Unitat Gràfica de la Biblioteca de Catalunya de Barcelona, on entrà de conservador el 1978. Ha estat president de la Junta de Qualificació, Valoració i Exportació de Béns del Patrimoni Cultural de Catalunya (2003-2014), de la qual n'era membre des del 1988. Va ser redactor (1968-71) i responsable (1971-78) de la secció d'Art de la Gran Enciclopèdia Catalana.
És Acadèmic numerari de la Reial Acadèmia Catalana de Belles Arts de Sant Jordi de Barcelona des de 1987, d'on va ser acadèmic-conservador i posà en valor la col·lecció d'art de l'entitat, fins aleshores força ignorada malgrat ser, des de finals del segle xviii, el primer museu d'art organitzat conscientment a Catalunya. És també membre numerari de l'Institut d'Estudis Catalans (1992) i soci honorari de The Hispanic Society of America de Nova York (1993).
Dedicat a l'estudi de l'art del segle xix i començaments del XX, a aquests temes ha dedicat gran quantitat de llibres. Ha dirigit obres com El Modernisme, d'Edicions L'Isard (Barcelona 2002-2004), dos repertoris de catàlegs d'exposicions d'art catalanes (IEC, Barcelona 1999 i 2002) o el "Diccionari d'historiadors de l'art catalans, valencians i balears" (I.E.C., edició en línia]).
Entre els guardons que ha rebut hi ha el Premi Crítica Serra d'Or d'assaig del 1976 per La crisi del Modernisme artístic, i els Premis de l'Associació Catalana de Crítics d'Art a la millor publicació del 1999, 2002 i 2015.

## Selecció dels seus llibres
- Amb Francesc Miralles, Crònica i treballs del dibuixant, gravador i escultor Pla-Narbona Barcelona: Curial, 1974
- La crisi del Modernisme artístic Barcelona: Curial, 1975
- El paisatgisme a Catalunya Barcelona: Edicions Destino, 1979
- Amb Francesc Miralles, Anglada-Camarasa Barcelona: Polígrafa, 1981
- Del Neoclassicisme a la Restauració (1808-1888), vol. VI de la Història de l'Art Català Barcelona: Edicions 62, 1983
- Amb F. Miralles, Del Modernisme al Noucentisme, vol. VII de la Història de l'Art Català Barcelona: Edicions 62, 1985
- El grabado en España, volum 31 de la Summa Artis: Historia general del arte Madrid: Espasa Calpe, 1988
- La xilografia a Catalunya entre 1800 i 1923 Barcelona: Biblioteca de Catalunya, 1992
- L'Ottocento: dal neoclassicismo al realismo, dins La pittura spagnola, a cura de Alfonso E. Pérez Sanchez. Milano: Electa 1995
- Amb Victoria Durá, Catàleg del Museu de la Reial Acadèmia Catalana de Belles Arts de Sant Jordi (I-Pintura) Barcelona: Reial Acadèmia de Belles Arts de Sant Jordi, 1999)
- Josep Mompou. Biografia i catàleg de la seva obra (pintura, gravat i tapís) Barcelona: Editorial Mediterrània, 2000
- Gaudí al detall. El geni del Modernisme català Barcelona: Pòrtic, 2002)
- Carles Mani, escultor maleït Barcelona-Tarragona: Viena-Museu d'Art Modern de Tarragona, 2004
- Francesc Torras Armengol 1832-1878 Barcelona: Caixa de Terrassa/Lunwerg, 2005
- Manolo Hugué Segovia: Museo de Arte Contemporáneo Esteban Vicente, 2006
- Amb F.Miralles, Anglada-Camarasa. Dibujos. Catálogo razonado Barcelona: Editorial Mediterrània, 2006
- Pau Casals, col·leccionista d'art Viena / Diputació de Tarragona, 2013
- Pintura històrica catalana : art i memòria Barcelona: Base, 2015
- Pintura catalana : El modernisme Barcelona: Enciclopèdia Catalana, 2016
- La Campana de Vidre. (Novel·la)
- Breu història de l'Art als Països Catalans. 2022
- Jo pinto i prou (novel·la d'artistes) 2023

## Premis i reconeixements
- 1976 - Premi Alfons Bonay i Carbó de l'IEC per La crisi del Modernisme artístic[5]
- 1977 - Premi de la crítica Serra d'Or per La crisi del Modernisme artístic[5]
- 1980 - Premi Alfons Bonay i Carbó de l'IEC per  El paisatgisme a Catalunya[5]
- 1984 - Menció Honorífica als Premis de Literatura Catalana de la Generalitat per la col·lecció d'Història de l'Art Català d'Edicions 62.[6]
- 1999 - Premi ACCA a la millor publicació, pel Catàleg del Museu de la Reial Acadèmia de Belles Arts de Sant Jordi[6]
- 2002 - Premi ACCA a la millor publicació, per El Modernisme[6]
- 2015 - Premi ACCA a la millor publicació, per "Diccionari d'historiadors de l'art catalans, valencians i balears"
- 2021 - Premio Ceán Bermúdez de las Artes del Dibujo, la Estampa y el Libro Ilustrado, de la GSADE (Asociación de Amigos del Dibujo y de la Estampa), de Madrid